# Bento XVI e o Islã

Brasão pontifício de Bento XVI.

O Papa Bento XVI teve, em 20 de agosto de 2005, um encontro com os muçulmanos por ocasião da "XX Jornada Mundial da Juventude", onde teve a oportunidade de lamentar as antigas lutas entre cristãos e muçulmanos e sugerir que as lições do passado deveriam servir para evitar a repetição dos mesmos erros. Mais tarde pronunciou um discurso na Universidade de Ratisbona que sofreu fortes críticas de parcela importante do mundo islâmico. A diplomacia vaticana mobilizou-se para desfazer o que, segundo a Santa Sé, teria sido fruto de incorreta interpretação. Aos poucos as relações entre o Vaticano e os principais líderes islâmicos voltou à normalidade.
| “ | O Islã é multiforme, não se pode reduzir à ala terrorista ou à ala moderada. Há interpretações sunitas, xiitas etc. Culturalmente, existe uma grande diferença entre Indonésia, África ou a Península Arábica, e talvez esteja se formando também um Islã com características europeias, que aceita elementos de nossa cultura. Em todo caso, para nós, é um desafio positivo a firme fé em Deus dos muçulmanos, a consciência de que estamos todos sob o juízo de Deus, junto com um certo patrimônio moral e a observação de algumas normas que demonstram que a fé, para viver, necessita expressões comuns, algo que perdemos em certa medida. | ” |

## Em Colônia
Na cidade alemã de Colônia, 20 de agosto de 2005 o Papa teve um encontro com os muçulmanos por ocasião da "XX Jornada Mundial da Juventude", naquela ocasião teve a oportunidade de lamentar as antigas lutas entre cristãos e muçulmanos e sugerir que as lições do passado deveriam servir para evitar a repetição dos mesmos erros: "Nós queremos buscar os caminhos da reconciliação e aprender a viver no respeito pela identidade uns dos outros. Neste sentido, a tutela da liberdade religiosa constitui um imperativo constante, e o respeito pelas minorias um sinal inquestionável de autêntica civilização."

## Na Universidade de Ratisbona

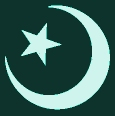
O Crescente: Símbolo islâmico.

Durante uma visita à Baviera, em 12 de setembro de 2006 Bento XVI pronunciou um discurso na Universidade de Ratisbona por ocasião do "Encontro com os representantes das ciências" sob o tema Fé, razão e universidade: Recordações e reflexões. Na ocasião citou uma discussão ocorrida entre o imperador bizantino Manuel II Paleólogo (1350-1425) e um persa, a respeito dos meios de conversão do homem em que é feita uma crítica àjyhad islâmica. O texto é transcrito na obra publicada nos anos 60 denominada "Conversações com um muçulmano, Sétimo colóquio", do teólogo alemão de origem libanesa Theodore Khoury.
"O imperador, depois de se ter pronunciado de modo tão ríspido, passa a explicar minuciosamente os motivos pelos quais não é razoável a difusão da fé mediante a violência. Esta está em contraste com a natureza de Deus e a natureza da alma. Diz ele: «Deus não se compraz com o sangue; não agir segundo a razão – «σὺν λόγω» – é contrário à natureza de Deus. A fé é fruto da alma, não do corpo. Por conseguinte, quem desejar conduzir alguém à fé tem necessidade da capacidade de falar bem e de raciocinar correctamente, e não da violência nem da ameaça… Para convencer uma alma racional não é necessário dispor do próprio braço, nem de instrumentos para ferir ou de qualquer outro meio com que se possa ameaçar de morte uma pessoa…".
"Esta argumentação contra a conversão através da violência, a afirmação decisiva está aqui: não agir segundo a razão é contrário à natureza de Deus."… (Bento XVI sobre esta passagem afirma: "Foi unicamente por esta afirmação que citei o diálogo entre Manuel e o seu interlocutor persa. É nesta afirmação que surge o tema das minhas afirmações seguintes.)
O texto irritou numerosos clérigos e crentes muçulmanos, que consideraram uma insensibilidade citar um texto antigo onde se desacretiva o Islão como "violento e malvado" e levantou grande polêmica. Bento XVI sugeriu alguns dias depois que suas palavras teriam sido mal interpretadas. De todas formas, lamentou que houvesse quem  interpretasse erroneamente, tanto no mundo islâmico como no ocidente.

## Visita à Turquia
Em novembro de 2006 o Papa visita a Turquia sob grande protesto da população e forte esquema de segurança. A revolta turca se deve como eco às declarações feitas em setembro pelo Sumo Pontífice. O propósito da visita, segundo o Vaticano, é fomentar o diálogo entre cristãos e muçulmanos. e no dia 30 deste mês visita a Mesquita Azul, em Istambul.

## Encontro diplomático em Castel Gandolfo
Ainda, em 25 de setembro de 2006, Castel Gandolfo, num encontro com representantes muçulmanos e embaixadores de países de maioria islâmica acreditados na Santa Sé, afirma que o diálogo deve fundar-se num conhecimento recíproco cada vez mais verdadeiro que, com alegria, reconhece os valores religiosos que temos em comum e que, com lealdade, respeita as diferenças.

## Carta dos 138 intelectuais
Em 13 de outubro de 2007, 138 intelectuais muçulmanos de 43 países, enviaram a Bento XVI uma carta de convite ao diálogo. Entre os signatários do documento estão representadas as grandes tradições islâmicas - sunita e xiita - bem como outras menores. Neste documento a figura de Jesus Cristo é apresentada por meio de citações do Novo Testamento e do Corão.
Em fins de novembro o Papa respondeu através de carta do cardeal Secretário de Estado dirigida ao Príncipe Ghazi bin Muhammad bin Talal, presidente do "Aal al-Bayt Institut for Islamic Thought", um dos signatários da "Carta dos 138", agradecendo a iniciativa e reafirmando "a importância  do diálogo baseado no respeito efetivo da dignidade da pessoa humana, no conhecimento objetivo da religião do outro, em compartilhar a experiência religiosa e no compromisso comum para promover o respeito mútuo e a aceitação", e sugere ainda um encontro de trabalho.

## Visita do rei da Arábia da Saudita
Em 6 de novembro de 2007 pela primeira vez, um monarca da Arábia Saudita visita o Papa em Roma, o rei Abdullah Bin Abdulaziz Al Saud, de 84 anos, encontrou-se com Bento XVI. A Arábia Saudita tem como religião oficial o wahabismo uma das formas mais severas do islamismo e é onde situam-se as famosas mesquitas sagradas de Meca e de Medina.
Segundo uma nota publicada pela Sala de Imprensa da Santa Sé "os colóquios se desenvolveram em um clima de cordialidade e permitiram tocar temas que os interlocutores traziam no coração". "Em particular – acrescenta –, confirmou-se o compromisso a favor do diálogo intercultural e inter-religioso, orientado à pacífica e fecunda convivência entre homens e povos, assim como o valor da colaboração entre cristãos, muçulmanos e judeus para a promoção da paz, da justiça e dos valores espirituais e morais, especialmente em apoio à família."

## Al-Qaeda faz ameças
O Porta-voz do Vaticano, no dia 18 de dezembro de 2007 informou que a Al Qaeda fez uma ameaça ao Papa por sua obra de diálogo com muçulmanos. As ameaças teriam partido do segundo homem na hierarquia da organização, o egípcio Ayman al-Zawahiri, que em uma entrevista de 1 hora e 37 minutos de duração, divulgada pela produtora audiovisual da Al Qaeda, As Sahab, definiu a histórica visita ao Papa do rei Abdullah bin Abdul Aziz al Saud, da Arábia Saudita, como sendo uma ofensa ao Islã e aos muçulmanos.
A Sala de Imprensa da Santa Sé, sobre o episódio, declarou que: "Os contatos de diálogo que promoveram autorizados expoentes muçulmanos, como o rei da Arábia e os 138 líderes islâmicos, são um fato significativo para todo o mundo muçulmano. O fato de que estas vozes quererem explicitamente dialogar e comprometer-se pela paz ter uma importância crescente no Islã é evidentemente um fato que preocupa quem não quer este diálogo". A "referência negativa" ao Papa "não é um fato estranho nem nos preocupa particularmente". O diretor da Sala de Imprensa convidou a imprensa a não atribuir uma "grande importância" a ameaça.

## Conversão
No dia 22 de março de 2008 Bento XVI batizou, por ocasião da Vigília Pascal, no Sábado Santo, sete adultos originários de diversos países. Entre estes se encontrava Magdi Allam, jornalista muçulmano conhecido, de origem egípcia, subdiretor "ad personam" do diário italiano Corriere della Sera que se convertera ao catolicismo.

## Fórum Católico Muçulmano
Teve lugar em Roma entre 4 e 6 de novembro de 2008 a primeira reunião do "Fórum católico-muçulmano", que concluiu com uma declaração final que vai além das formalidades em uso neste tipo de encontros. O texto, dentre outros itens conclui com o reconhecimento da liberdade religiosa e a igual dignidade do homem e da mulher, o que é significativo, o repúdio à discriminação por motivos religiosos e o direito de praticar publicamente a própria religião são alguns dos quinze pontos que contém a declaração.
A delegação muçulmana foi presidida por Mustafá Ceric, grande muftí de Sarajevo, representava intelectuais de 43 países e incluía todas as tendências islâmicas. A delegação católica foi dirigida pelo cardeal Jean-Louis Tauran, presidente do Conselho Pontifício para o Diálogo Inter-religioso.

## Queima do Corão
A Santa Sé, através do Pontifício Conselho para o Diálogo Inter-Religioso, a propósito da notícia de um "Koran Burning Day" nos Estados Unidos para o dia 11 de setembro, aniversário da tragédia de 2001, manifestou preocupação dizendo que "Não se pode por remédio àqueles atos de violência deploráveis contrapondo um gesto de grave ultraje ao livro considerado sagrado por uma comunidade religiosa. Todas as religiões, com seus respectivos livros sagrados, lugares de culto e símbolos têm o direito ao respeito e à proteção, trata-se do respeito devido à dignidade das pessoas que aderem a elas e a suas decisões livres em matéria religiosa.